# ルイーズ・ホーマー
ルイーズ・ホーマー（Louise Homer, 1871年4月30日 - 1947年5月6日 フロリダ）は、アメリカ合衆国のオペラ歌手。声域はコントラルトであった。本名はルイーズ・ディルワース・ビーティー（Louise Dilworth Beatty）。

## 経歴
ペンシルベニア州ピッツバーグに生まれる。エンゲルベルト・フンパーディンクのオペラ『ヘンゼルとグレーテル』の魔女役と、ホレイショ・パーカーのオペラ『モナ』（Mona）のタイトルロールを創唱した。20世紀初頭に、ビクター・レコード社やコロムビア・レコード社のために積極的な録音を行う。
1895年に作曲家シドニー・ホーマーと結婚し、6児を儲けた。作曲家のサミュエル・バーバーは義理の甥である。

## 出演オペラ
- 『アイーダ』アムネリス[1]
- 『ワルキューレ』シュヴェルトライテ[2]、フリッカ/ヴァルトラウテ[3]
- 『メフィストーフェレ』マルタ/パンタリス[4]
- 『ユグノー教徒』ユルバン[5]
- 『リゴレット』マッダレーナ[6]
- 『ファウスト』ジーベル[7]
- 『カヴァレリア・ルスティカーナ』ローラ[8]
- 『ローエングリン』オルトルート[9]
- 『タンホイザー』ヴェーヌス[10]
- 『魔笛』第2の侍女[11]
- 『オテロ』エミーリア[12]
- 『トリスタンとイゾルデ』ブランゲーネ[13]
- 『神々の黄昏』ヴァルトラウテ/フロースヒルデ[14]
- 『仮面舞踏会』ウルリカ[15]
- 『イル・トロヴァトーレ』アズチェーナ[16]
- 『ジークフリート』エルダ[17]
- 『ラ・ジョコンダ』ラウラ[18]
- 『ニュルンベルクのマイスタージンガー』マクダレーネ[19]
- 『ヘンゼルとグレーテル』魔女[20]
- 『ジプシー男爵』ツィプラ[21]
- 『マルタ』ナンシー[22]
- 『蝶々夫人』スズキ[23]
- 『オルフェオとエウリディーチェ』オルフェオ[24]
- 『アルミード』憎悪の神[25]
- 『ボリス・ゴドゥノフ』マリーナ[26]
- 『預言者』フィデス[27]